# جون بوش (لاعب كرة قدم)
جون بوش (بالإنجليزية: Jon Busch) (18 أغسطس 1976 بكوينز في الولايات المتحدة - ) هو لاعب كرة قدم أمريكي في مركز حراسة المرمى. شارك مع منتخب الولايات المتحدة تحت 17 سنة لكرة القدم ومنتخب الولايات المتحدة لكرة القدم. أما مع النوادي، فقد لعب مع سان خوسيه إيرثكويكس وشيكاغو فاير وكولومبوس كرو ونادي تورونتو وفيرجينيا بيتش مارينرز وSalem City FC ‏ وBoston Bulldogs (soccer) ‏ وHershey Wildcats ‏ وإندي إليفن.

## وصلات خارجية
- جون بوش على موقع الاتحاد الدولي (مؤرشف)  (الإنجليزية)
- جون بوش على موقع الدوري الأمريكي (الإنجليزية)
- جون بوش على موقع قاعدة بيانات كرة القدم.إي يو (الإنجليزية)
- جون بوش على موقع ناشيونال فوتبول تيمز (الإنجليزية)
- جون بوش على موقع Soccerway.com (الإنجليزية)
- جون بوش على موقع AS.com (الإسبانية)